# Iiwi
De iiwi of kardinaalhoningeter (Drepanis coccinea)  is een vogel uit het geslacht Drepanis in de familie van de vinkachtigen (Fringillidae). Het is een endemische soort van de eilandengroep Hawaï.

## Kenmerken

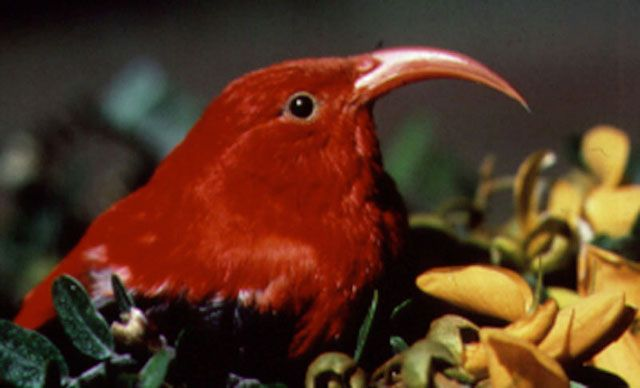

De iiwi is een van de meest opvallende inheemse vogelsoorten van Hawaï. Net als de darwinvinken van de Galapagoseilanden is de iiwi een vertegenwoordiger uit een waaier van soorten die waarschijnlijk afstammen van één vooroudersoort. Het is een middelgrote vogel (15 cm lang en 16-20 g zwaar). De volwassen vogel is fel scharlakenrood gekleurd, met zwarte vleugels en staart. Hij heeft een gele oogring en de snavel is lang, neerwaarts gebogen en zalmroze van kleur, net als de poten, waarvan de tenen weer bruin zijn. Op de vleugel zit een witte vlek. Het mannetje en het vrouwtje verschillen weinig; het vrouwtje is iets kleiner. Onvolwassen vogels zijn vuilgeel gekleurd met zwarte strepen en worden geleidelijk rood.

## Verspreiding en leefgebied
De iiwi is een vogel van de oorspronkelijke bossen, maar leeft ook in aangetast en aangeplant bos op hellingen en bergachtig gebied op hoogten tussen de 300 en 2900 m boven de zeespiegel. In de jaren 1980 werden de grootste aantallen aangetroffen in bossen tussen de 1300 en 1900 m.

## Status
De iiwi werd vroeger op alle eilanden van de archipel Hawaï waargenomen, maar is sinds 2000 uitgestorven op het eiland Lanai en in de jaren 1980 waren er restpopulaties op Oahu en Molokai. Volgens schattingen uit de jaren 1990 waren er in totaal 350.00 exemplaren. Uit tellingen die daarna zijn uitgevoerd (maar vaak niet formeel gepubliceerd), daalt het aantal, vooral in het westen van het eiland Hawaï. Om deze reden staat de iiwi als kwetsbaar op de Rode Lijst van de IUCN.